# Terence Thomas
Pour les articles homonymes, voir Thomas (nom de famille).
Terence James Thomas, baron Thomas de Macclesfield, (19 octobre 1937-1er juillet 2018) est un homme politique et banquier britannique, membre des partis travailliste et coopératif.

## Carrière
Thomas est élève à la Queen Elizabeth Grammar School de Carmarthen, où son père (William Emrys Thomas 1911-1993) est responsable des transports et sa mère (Mildred Evelyn née James) tient une épicerie. Il fait son service national dans l'armée, servant à Shrapnel Barracks à Woolwich, au sud-est de Londres. Il rejoint ensuite la Banque Nationale Provinciale.
Thomas rejoint la Co-operative Bank en 1973 en tant que directeur marketing. Il est directeur général de la banque pendant neuf ans, avant de prendre sa retraite à la fin des années 1990. Il subit un accident vasculaire cérébral en 1999 ; dans son autobiographie de 2010, il dit que cela a été causé par un trou dans le cœur dont il n'avait pas conscience.
Il est président du East Manchester Partnership (1990-1996) et président fondateur du North West Partnership. Thomas est ensuite président du Capita Group (1997-1998). Il est membre des comités spéciaux de la politique monétaire et des affaires européennes de la Chambre des Lords. Il est membre du Regional Policy Forum, président de la Society for Co-operative Studies, président honoraire du North West Co-operative and Mutual Council et président à vie de la North West Business Leadership Team.
Il est décédé le 1er juillet 2018 à l'âge de 80 ans.
Ayant été nommé Commandeur de l'Ordre de l'Empire britannique (CBE) dans les honneurs d'anniversaire de 1997, il est créé pair à vie en tant que baron Thomas de Macclesfield, de Prestbury dans le comté de Cheshire le 5 novembre 1997. Il siège à la Chambre des Lords jusqu'au 18 mai 2016, date à laquelle il a cesse d'être membre en vertu de l'article 2 de la House of Lords Reform Act 2014, n'ayant pas été présent à la session 2015-2016 sans congé autorisé.